# Forte Hobe
Il forte Hobe, conosciuto anche come forte Huwei, è una fortezza storica situata nei pressi del forte Santo Domingo, nel distretto di Tamsui, nella città di Nuova Taipei.

## Storia
Durante l'ultimo ventennio del XIX secolo, l'impero cinese e la Francia combatterono una guerra per il controllo sull'area dell'attuale Vietnam. Nell'ottobre del 1884, nel contesto della campagna di Keelung, la flotta francese salpò con direzione la parte settentrionale di Taiwan, dove bloccò il porto di Keelung e Tamsui, riuscendo a far sbarcare delle truppe in entrambi i porti. I cinesi riuscirono a respingere l'assalto a Tamsui, mentre i francesi riuscirono a conquistare Keelung.

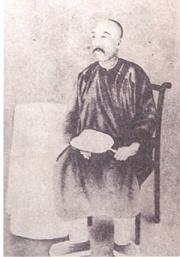
Raffigurazione del governatore di Taiwan Liu Mingchuan.

La guerra franco-cinese (1884-1885) dimostrò al governo Qing la necessità di rafforzare le difese costiere sullo stretto di Taiwan. Iniziarono, quindi, una serie di lavori per il rafforzamento del sistema difensivo sui forti di Keelung, Tainan, fort Zeelandia e Tamsui, compito che spettò al governatore di Taiwan, Liu Mingchuan. Il progetto del governatore era di edificare un forte su ogni principale estuario, così da facilitare l'eventuale difesa del territorio. Liu adottò la tecnica militare del "impara dagli stranieri per sconfiggere gli stranieri". Seguendo questa dottrina, il governatore si avvalse dell'esperto tedesco Max E. Hecht per la realizzazione di dieci nuovi forti sugli estuari più importanti. A Tamsui vennero eretti due forti, l'attuale forte Hobe, conosciuto come "Chiave della Porta settentrionale", e il forte conosciuto come "Difesa dell'Est", il quale, però, non esiste più.
Il forte Hobe venne concluso nel 1886, prendendo i forti dell'Occidente come punto di riferimento per la progettazione della planimetria. Per questa particolare attenzione, il forte Hobe è uno dei forti meglio conservati costruiti da Liu Mingchuan sull'isola di Taiwan.
Il governatore acquistò, inoltre, 31 cannoni Armstrong e dei cannoni tedeschi Krupp la cui installazione nei siti difensivi si concluse nel 1889. Sebbene all'avanguardia per l'epoca, il forte Hobe non si trovò mai all'interno di uno scenario di invasione.
Durante il periodo coloniale giapponese, l'esercito imperiale ritirò quattro dei cannoni originari dal forte, il quale venne trasformato in un campo d'addestramento per l'artiglieria. Dopo che l'isola di Taiwan ricadde sotto il controllo dell'amministrazione dei nazionalisti cinesi, alcune truppe vennero poste a presidio nel forte. Nel 1985 il ministero dell'interno di Taiwan decise di nominare il forte come monumento nazionale e, sotto il governo della contea di Taipei venne di lì a poco ristrutturato e aperto al pubblico.

## Architettura
Proprio per la mancata utilizzazione in uno scenario bellico, il forte è rimasto praticamente intatto. Le caserme che in epoca Qing si trovavano nel centro del forte, così come i cannoni, non esistono più, mentre sono ancora visibili le mura originarie e i portali, simili alle loro condizioni originarie. All'interno del forte è stato allestito un museo dedicato alla campagna francese che portò alla resa di Tamsui.

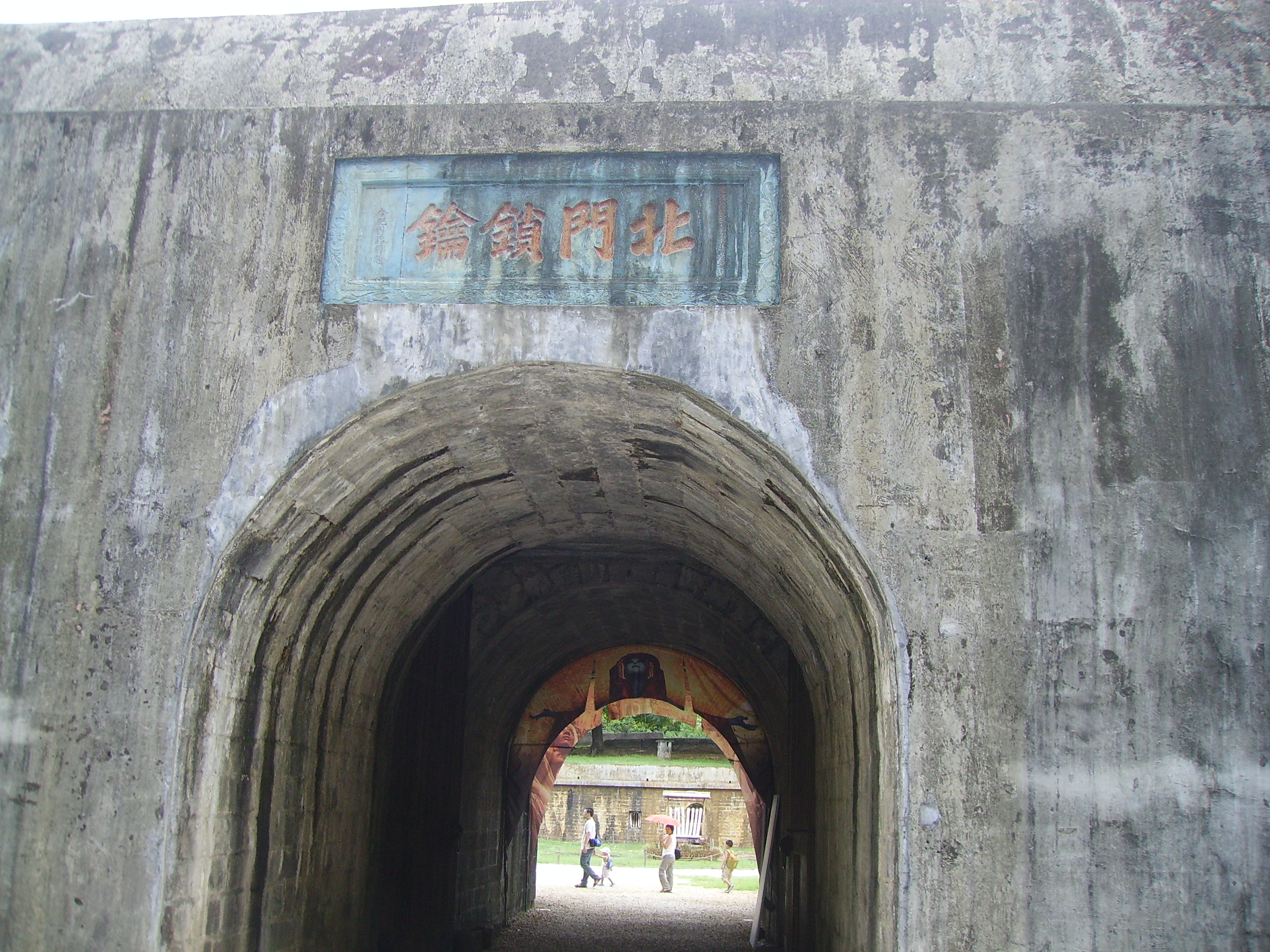
Porta principale del forte Hobe.

L'esterno delle mura del forte è stato coperto con del terreno. Il terrapieno misura 6,5 metri in altezza, quasi la stessa del forte. Lo spessore delle mura in cemento e mattoni misura al massimo 4,2 metri e con un'altezza massima di 7. Inoltre, presenta numerosi buchi che sono stati usati come ripari durante la guerra. L'unica via di accesso al forte è costituita dalla porta di sud-est che riporta ancora l'iscrizione cinese 北門鎖鑰, ovvero "Porta della Chiave del Nord".